# Johann Kaspar Arletius

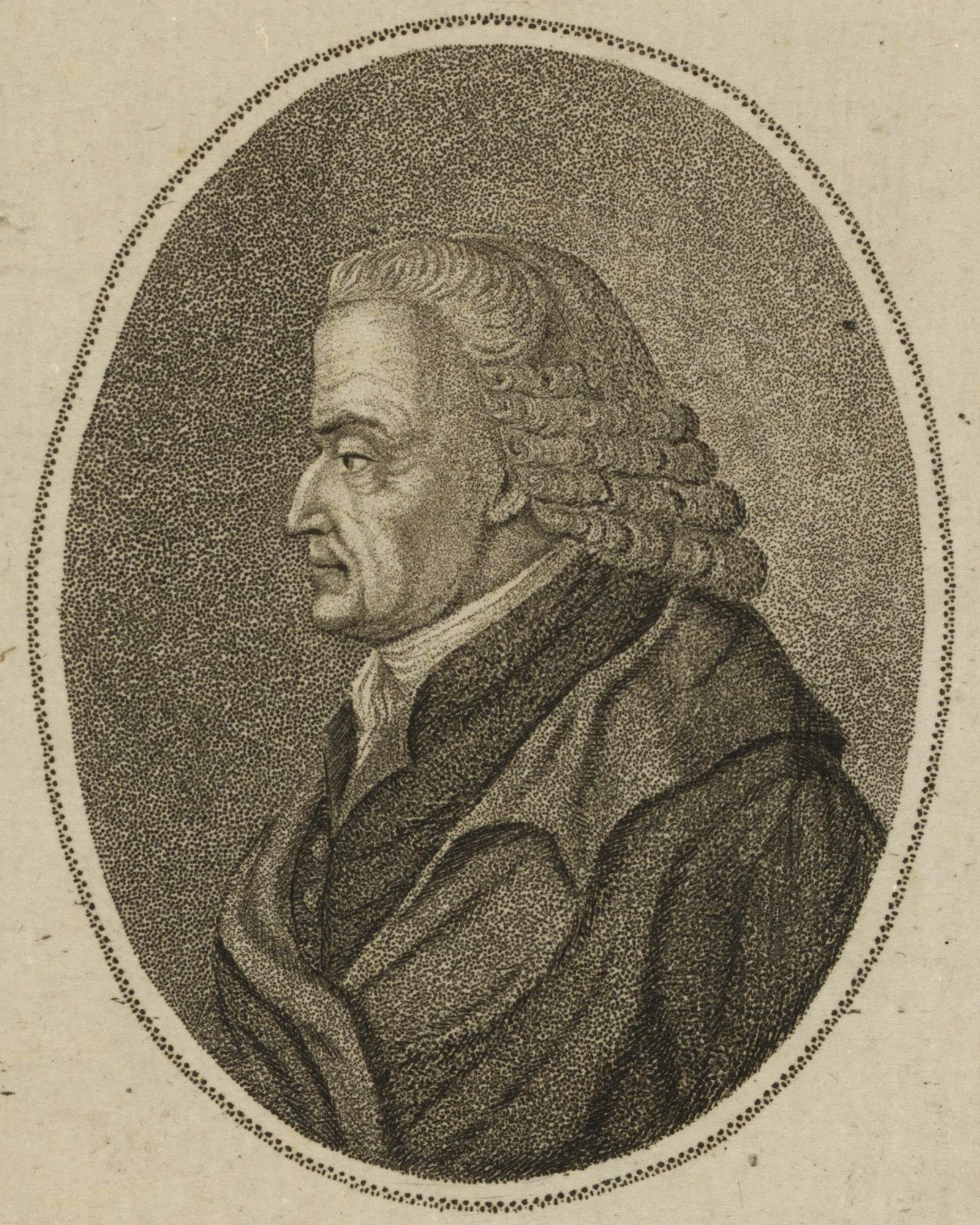
Johann Kaspar Arletius

Johann Kaspar Arletius (auch Johann Caspar Arletius; Nachname latinisiert aus Arlet oder Arlt; * 1. Oktober 1707 in Breslau; † 25. Januar 1784 ebenda) war ein deutscher Pädagoge und Universalgelehrter.

## Leben
Johann Kaspar Arletius wurde mit 7 Jahren als Schüler in das Elisabet-Gymnasiums aufgenommen, an dem sein Vater unterrichtete. Ab 1728 studierte er Theologie in Leipzig und ab 1729 in Jena, wo er sich zusätzlich den neueren Sprachen zuwandte. Nachdem er 1731 das Theologiestudium mit einer dreistündigen Disputation über seine Prüfungsarbeit Pauli Apostoli Acta Romana abgeschlossen hatte, verbrachte er noch ein weiteres Jahr in Jena und kehrte im November 1732 nach Breslau zurück. Dort legte er 1733 das theologische Examen ab. Da er nicht beabsichtigte, bei der Theologie zu bleiben, nahm er 1734 eine Stelle als Hauslehrer beim Landesältesten Maximilian Ferdinand von Fürst und Kupferberg, Erbherr auf Albrechtsdorf nordöstlich von Zobten an. Einer seiner Zöglinge war der gleichnamige Sohn des Fürsten von Kupferberg, der spätere königliche Großkanzler Maximilian von Fürst und Kupferberg. In Albrechtsdorf fand Arletius eine wertvolle Bibliothek vor, die er für seine Weiterbildung nutzen konnte. Im Selbststudium erlernte er auch das Hebräische und das Arabische.
In Breslau, das nach dem Ersten Schlesischen Krieg 1742 mit dem größten Teil Schlesiens an Preußen gefallen war, erhielt Arletius 1743 eine Stelle am Maria-Magdalenen-Gymnasium, wo er 1755 zum Rektor aufstieg. 1761 wurde er Rektor des Elisabet-Gymnasiums, das ein Jahr später sein 200-jähriges Bestehen beging. Die von ihm verfasste Jubiläumsschrift trägt den Titel Gloria Gymnasii Wratislaviensium Elisabetani Saeculo eiusdem sucundo. Als Rektor war er zugleich für die Rehdigersche Büchersammlung verantwortlich.
Während seines Winteraufenthaltes 1778/79 auf dem Königsschloss in Breslau wurde der preußische König Friedrich II. auf Arletius aufmerksam. In einer persönlichen Begegnung sprachen sie u. a. auch über Arletius pädagogische Vorstellungen sowie notwendige Schulreformen. Sie wurden auf Geheiß des Königs durch den Schulminister Karl Abraham von Zedlitz mit einem neu verfassten „Unterrichtungs-Plan“ umgesetzt. Zu einer weiteren Begegnung zwischen König und Arletius kam es im August 1781. Arletius, der bis an sein Lebensende Rektor des Elisabet-Gymnasiums blieb, starb unverheiratet am 25. Januar 1784 in Breslau. Sein Vermögen stiftete er testamentarisch den Lehrern bzw. deren Hinterbliebenen sowie bedürftigen Schülern seines Gymnasiums.
Johann Kaspar Arletius hatte zahlreiche wissenschaftliche Werke in Deutsch und Latein verfasst. Der Literaturhistoriker Josef Nadler meint in seiner Literaturgeschichte, Arletius sei „unter den klassisch gelehrten spätbarocken Polyhistoren … einer der letzten und eigenartigsten“.
Nachdem 1903 für das Elisabet-Gymnasium ein Neubau außerhalb des bisherigen Standortes am Teichäcker-Park errichtet worden war, wurde dort eine Straße nach Arletius benannt.

## Werke (Auswahl)
- De Paulli in urbem Romam ingressu, Actor. XXVIII, 16. descripto, exercitatio historico-theologica, Jena 1732 Digitalisat
- Specimen Vratislaviae eruditae. Vratislavia 1744 Digitalisat
- Als der ehrenfeste und wohlgelehrte Herr George Ernst Glaettinger... im itztlaufenden 1746. Jahre, den 19.des Aprilmonats... seinen... Lebenslauf... beschlossen... Breslau 1746 „in der Baumannisch. Erben Buchdr. druckts Joh. Theoph. Straubel, Factor“
- Das Ehren-volle Verdienst eines drey und viertzig Jahr lang in bresslauischen Schulen redlich arbeitenden Lehrers, suchte an der Person und bey dem Grabe seines treuen Vaters, des... Herrn M.Caspar Arlets... als derselbe in dem iztlaufenden 1748.Jahre, den 10.May... sein ehrenvolles Alter... beschlossen... in folgenden eilfertigen Zeilen zu entwerfen... treuverbundenster Sohn, Johann Caspar Arlet ... Breslau 1748, „gedruckt bey Carl Wilhelm Grass“
- Dem hochehrwuerdigen, grossachtbaren.... Herrn M.Johann David Raschke... [als ?] derselbe... sein... Alter mit 84 Jahren... in dem itztlaufenden 1760. Jahre den 3.Julii selig beschlossen... Breslau 1760 „gedruckt mit Grassischen Schriften“
- Die vertheidigte Unsterblichkeit an dem... Exempel... des... Herrn Christian Gottlieb von Riemer und Riemberg..., als derselbe im Jahr 1762... die irdische Sterblichkeit mit der seligen Unsterblichkeit verwechselte... Breslau 1762 „gedruckt mit Grassischen Schriften“
- Kurze Abhandlung von den Kronen der Hebraeer. Womit zu dem theologischen Jubelfest... Johann Friedrich Burgs... welches Derselbe... in dem... 1763 Jahre den 29sten des Maerzmonats... beschlossen... einladet Johann Caspar Arletius ... Breslau 1763
- Liebe und Sorgfalt vor die Nachwelt in einer kurzen Abhandlung erklaert... womit zu... Anhoerung einer dem gesegneten Nachruhm des... Herrn Christian Gottlieb von Riemer und Riemberg... gewiedmeten, und in dem obersten Lehrsal des Elisabetanischen Gymnasii im Jahr 1764. den 9ten Tag des Novembers... zu haltenden Gedaechtnissrede... einladet Johann Caspar Arletius, Rector ... Breslau 1764 „gedruckt mit Grassischen Schriften“
- Matrimonium Libussae, principis Cechicae, cum Premislo Agricola memorabile. Vratislaviae 1764 „Typis Grassianis“
- Ottocarus III. Premyslus, late potens, diuque felix, tandem vita et regno exutus rex Bohemiae. Vratislaviae 1775 „ex officina Grassiana“
- Aus M. Fabius Quinctilianus etwas zur Paedagogik gehoeriges, eine kurze Abhandlung. Breslau 1778, „gedrukt mit Grassischen Schriften“